# Eparchia di Birsk

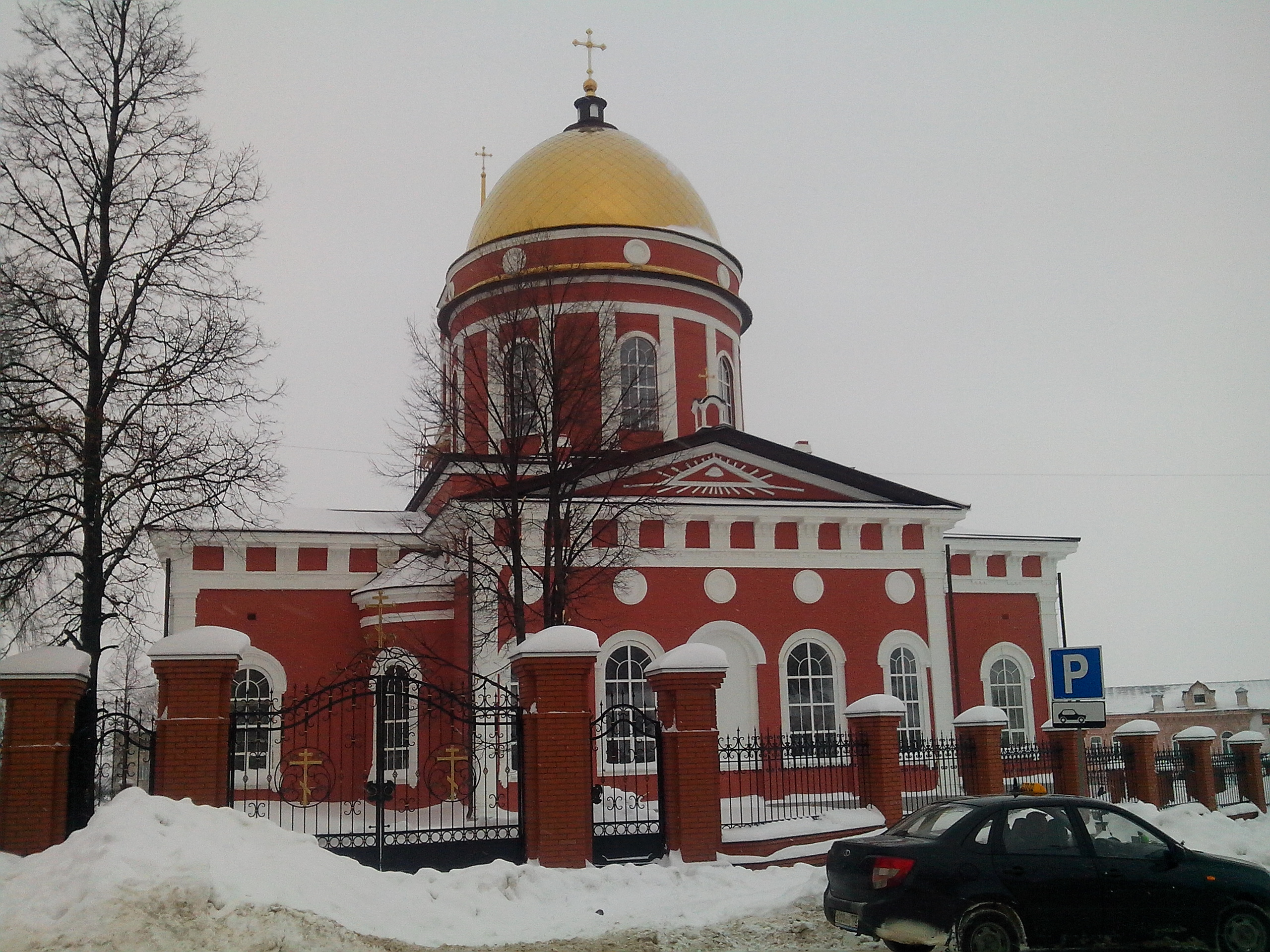
La cattedrale della Santissima Trinità.

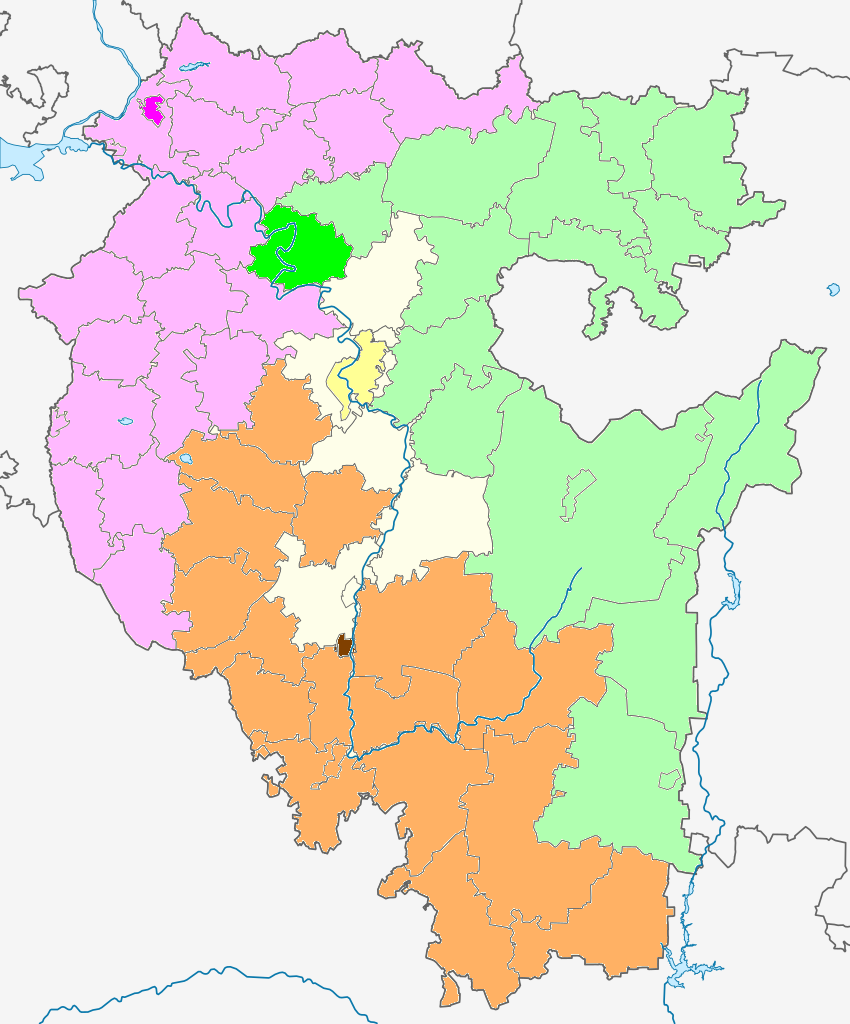
In verde la mappa dell'eparchia di Birsk nella repubblica della Baschiria.

L'eparchia di Birsk (in russo: Бирская епархия) è una diocesi della Chiesa ortodossa russa, appartenente alla metropolia della Baschiria.

## Territorio
L'eparchia comprende 13 rajon nella repubblica della Baschiria nel circondario federale del Volga.
Sede eparchiale è la città di Birsk, dove si trova la cattedrale della Santissima Trinità. L'eparca ha il titolo ufficiale di «eparca di Birsk e Beloreck».
Nel 2020 l'eparchia era suddivisa in 6 decanati per un totale di 88 parrocchie.

## Storia
L'eparchia è stata eretta con decisione del Santo Sinodo della Chiesa ortodossa russa del 29 luglio 2017, con territorio separato da quello delle eparchie di Ufa, Neftekamsk e Salavat.